# Jeanine Behaeghel
Jeanine Behaeghel (née le 12 février 1940 à Bruges et décédée le 17 mai 1993 dans la même ville) est une artiste belge, surtout connue pour sa peinture et sa sculpture mais qui a aussi été active comme graphiste et photographe.

## Biographie
En 1956, à l'âge de 16 ans, Jeanine Behaeghel entre au département des arts décoratifs de l'Académie des Beaux-Arts de Bruges. Elle y suit notamment les cours d'Albert Setola qui lui enseigne l'interprétation d'un motif, De Jaegher et Van Houtryve qui l'introduit à la philosophie. Celui-ci lui enseigne les liens étroits entre les mondes spirituel et matériel. Elle obtient son diplôme en 1959. De 1959 à 1962, elle poursuit ses études à la Staatliche Kunstakademie de Düsseldorf où le professeur Walter Breker lui apprend notamment à éliminer les formes au maximum et à pousser l'abstraction jusqu'à atteindre l'essence pure.
Alors qu'elle étudie encore à Düsseldorf, elle crée en 1961 le célèbre Korrevis, emblème du Korrekelder, un célèbre théâtre brugeois, et de nombreuses affiches, programmes et publicités, ce qui lui vaut une notoriété certaine,. 
En 1965, elle suit encore une année de formation au Royal College of Art de Londres sous la direction de Richard Guyatt mais abandonne après six mois et retourne à Bruges.
En 1967, elle épouse Joseph Gruyaert, ils emménagent dans la Spreeuwenstraat (alors Leeuwerikenstraat) à Bruges Saint-Pierre où elle restera jusqu'à sa mort.
À cette époque, elle présente sa première exposition individuelle dans la Huidevettershuis.
Elle commence une carrière de graphiste indépendante qui se poursuit durant dix ans et durant laquelle elle travaille sur des créations habituelles de graphistes : faire-parts, publicités, programmes de théâtre, menus, affiches, logos… Elle réalise aussi un grand nombre de couvertures et d'illustration de livres. Elle fait preuve d'un grand talent comme graphiste, utilise beaucoup le motif, qui peut surgir par hasard : des dessins linéaires décomplexés.
En 1975, en partie à la suite d'un déchirement dans sa vie, le décès de son fils de trois ans, elle abandonne complètement la pratique des arts graphiques pour une expression artistique libre, émotionnellement intense. Elle expérimente des techniques nouvelles, le batik et la couture et de nouveaux matériaux, la gouache, l'huile, le crayon de cire, l'aquarelle et le feutre. Elle combine souvent ces différentes techniques dans une même œuvre. Le résultat est une peinture très explosive, formelle et figurative. Durant cette période, c'est la ligne animée, fluide qui la caractérise, en boucles spontanées, larges ou étroites, ininterrompues.
Elle expose son nouveau travail, encore inconnu du public, au 't Leerhuys à Bruges.
Jeanine Behaeghel se tourne finalement vers la sculpture. Elle réalise des sculptures en bois, en marbre ou en bronze. Ici aussi, les formes pures et dynamiques se reflètent.
Jeanine Behaeghel décède le 7 mai 1993 à Bruges. 

## Notoriété
En 1992, trois de ses tableaux sont récompensées dans le cadre d'un concours de l'Année européenne du tourisme.
La même année, la ville de Bruges achète douze de ses œuvres pour le cabinet Steinmetz. Elles sont visibles dans les salles de la bibliothèque municipale publique. Dans la cour intérieure de la bibliothèque se trouve également une sculpture de Jeanine Behaeghel.
Le nom de Jeanine Behaeghel est donné à une rue de Bruges.

## Œuvres

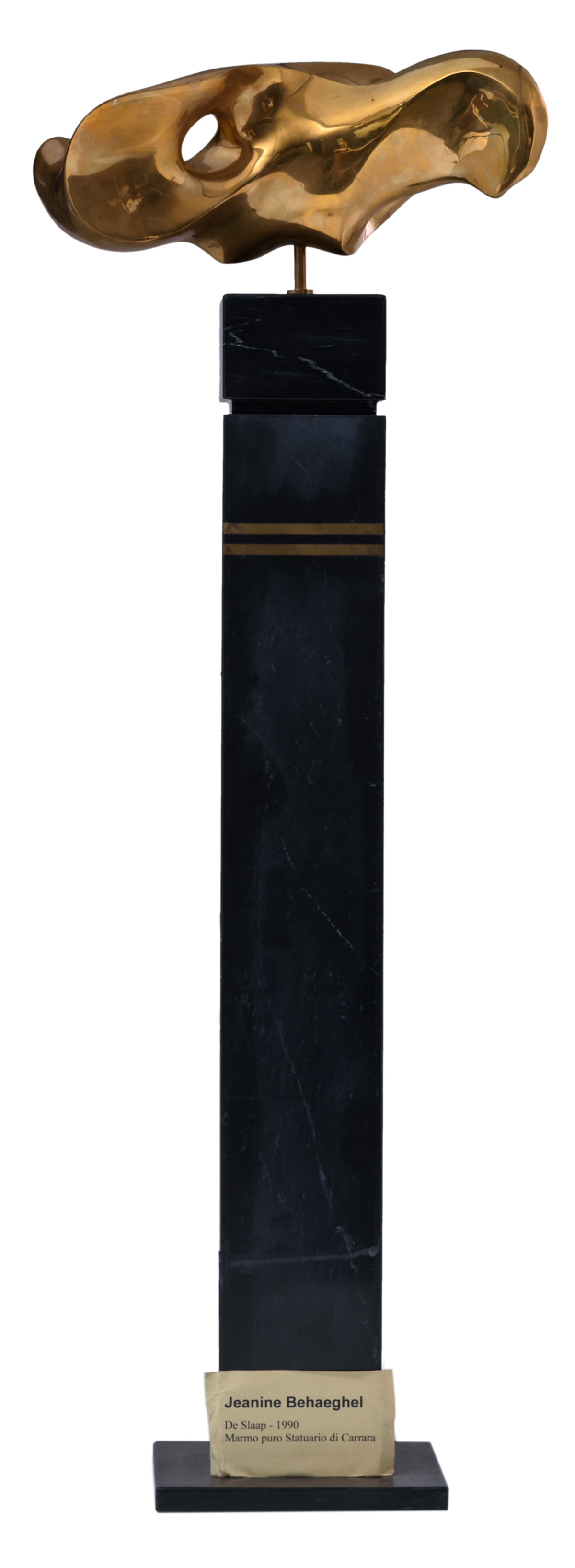
Jeanine Behaeghel, Le Sommeil, bronze poli et patiné sur marbre noir belge avec incrustation de laiton, n ° 1/5, H 137 cm, édité par la maison de ventes Carlo Bonte Auctions à Bruges.

Jeanine Behaeghel a eu une carrière changeante, qui se manifeste dans diverses disciplines.
En 1990, elle conçoit le trophée du 3e tournoi Hansa à Bruges avec les sculptures De Slaap et Penelope.

### Affiches pour le Korrekelder[8]
Une partie de ses affiches sont conservées au Letterenhuis à Anvers ainsi que dans l'archive privée de Pol Martens. 
- De boezoems (1972)
- Laat het geen zomer worden (1971)
- Julien Schoenaerts in De Huisbewaarder van Harold Pinter (1969)
- Lady Godiva (1967)
- Helena of de levensvreugde (1966)
- Je weet niet hoe? (1965)
- Het begon in het Paradijs (1963)
- ragische klucht van de stoelen (1962)
- Omdat ik van je hou volg ik samen met jou een cursus voor verloofden

### Sculptures
- Bevrijd (1989)
- Doorzien(1989)
- Brandpunt (1989)
- Geborgen (1989)
- Openbloeien (1989)
- Oorsprong (1989)
- Paar-zijn (1989)
- Naiade (1992)
- De Slaap (1990)
- Penelope (1990)

### Expositions
- 1983 : 't Leerhuys, Bruges
- 1985 : Plastische Stenogrammen
- 1987 : ancien hôtel de ville de Blankenberghe
- 2019-2020 : Exposition collective, Off the Grid, Design Museum, Gand